# Brujas FC
Brujas FC war ein Fußballverein aus Desamparados, Kanton Desamparados, Provinz San José, Costa Rica, welcher in der höchsten costa-ricanischen Spielklasse, der Primera División de Costa Rica spielte.

## Geschichte

### Anfänge (2004–2006)
Im Frühjahr 2004 beschlossen einige Geschäftsmänner, zumeist europäischer Abstammung, den Klub AD Guanacasteca aufzukaufen, ihn in Brujas FC umzubenennen und in der Primera División de Costa Rica antreten zu lassen. Guanacasteca gründete sich im darauffolgenden Jahr neu, sodass Brujas FC auch offiziell nicht Nachfolgeklub von Guanacasteca ist, sondern im Nachhinein gesehen nur deren Erstligafranchise erwarb.
Erster Heimatort des Vereins war Escazú, die "Stadt der Hexen", daher auch der Name Brujas FC (Hexen FC). Dort bestritten sie ihre Spiele im Stadion ST-Center. Da Brujas FC von der Bevölkerung in Escazú nicht gut angenommen wurde, wechselte Brujas bis 2007 häufig den Austragungsort seiner Heimspiele, so bestritt Brujas seine Heimspiele unter anderem im alten Estadio Nacional de Costa Rica.

### Ära Minor Vargas (2006–2010)
2006 stieg der Geschäftsmann Minor Vargas, welcher auch in diversen anderen costa-ricanischen Klubs aktiv war/ist, bei Brujas FC ein. Sein Ziel war es Brujas in der höchsten Spielklasse zu etablieren und eine große Jugendabteilung ins Leben zu rufen. Außerdem verlegte er Brujas FC nach Desamparados, wo Brujas seitdem seine Heimspiele im Estadio Jorge Hernán "Cuty" Monge austrägt.
2009 gewann Brujas FC im Dezember erstmals die costa-ricanische Meisterschaft und nahm daraufhin in der Saison 2010/11 an der CONCACAF Champions League teil.
Am 23. November 2010 trat Minor Vargas als Vereinspräsident zurück, er wird den Klub aber weiterhin über sein Sportmarketingunternehmen Grupo ICONO unterstützen.

### Auflösung (2011)
Nachdem Minor Vargas im Januar 2011 in den USA wegen Waschens von $670.000.000 und in Costa Rica wegen Steuerhinterziehung angeklagt und wie alle seine Unternehmen zahlungsunfähig wurde, stand der Vorstand von Brujas vor einem Scherbenhaufen, da alle Ausgaben des Vereins fast ausschließlich von Unternehmen Vargas’ oder von diesem selbst getragen wurden.
So verließen noch Ende Januar viele Spieler den Klub, da der Verein ansonsten aufgrund der vielen zu zahlenden Gehälter die restliche Saison bis Mitte Mai nicht mehr überlebt hätte. Brujas trat im Verano 2011 mit einer jungen Mannschaft, zum Großteil aus aus der U-19 aufgerückten Spielern. Die Mannschaft scheiterte nur knapp an der Qualifikation für die Playoffs. Das Heimspiel gegen die UCR trug Brujas aus Kostengründen unter Ausschluss der Öffentlichkeit aus.
Mitte März wurden alle Versuche zur Rettung des Vereins eingestellt. Zum ersten April hin verließen aus finanziellen Gründen alle Mitarbeiter, einschließlich sportlicher und administrativer Leitung, den Klub. Rolando Vargas, Sohn des Geschäftsmanns Minor Vargas, führte anschließend Verhandlungen mit mehreren Interessenten an der Erstligafranchise.
Am 8. April 2011 wurde auf einer Pressekonferenz bekanntgegeben, die Administration der Franchise für zunächst 5 Jahre an Juan Luis Hernández und seinen Klub Orión FC (2010/11 in der 3. Liga spielend) verkauft wird.
Orión FC übernimmt alle sportlichen Einrichtungen von Brujas und wird seine Heimspiele im Estadio Cuty Monge austragen.

## Stadion
Brujas FC trug seine Heimspiele im 5500 Zuschauer fassenden Estadio Jorge "Cuty" Monge aus. 

## Erfolge
- Meister von Costa Rica: (1×) Invierno 2009